# Phronia abiesia
Phronia abiesia är en tvåvingeart som beskrevs av Maximova 2002. Phronia abiesia ingår i släktet Phronia och familjen svampmyggor. Inga underarter finns listade i Catalogue of Life.